# 畦野站

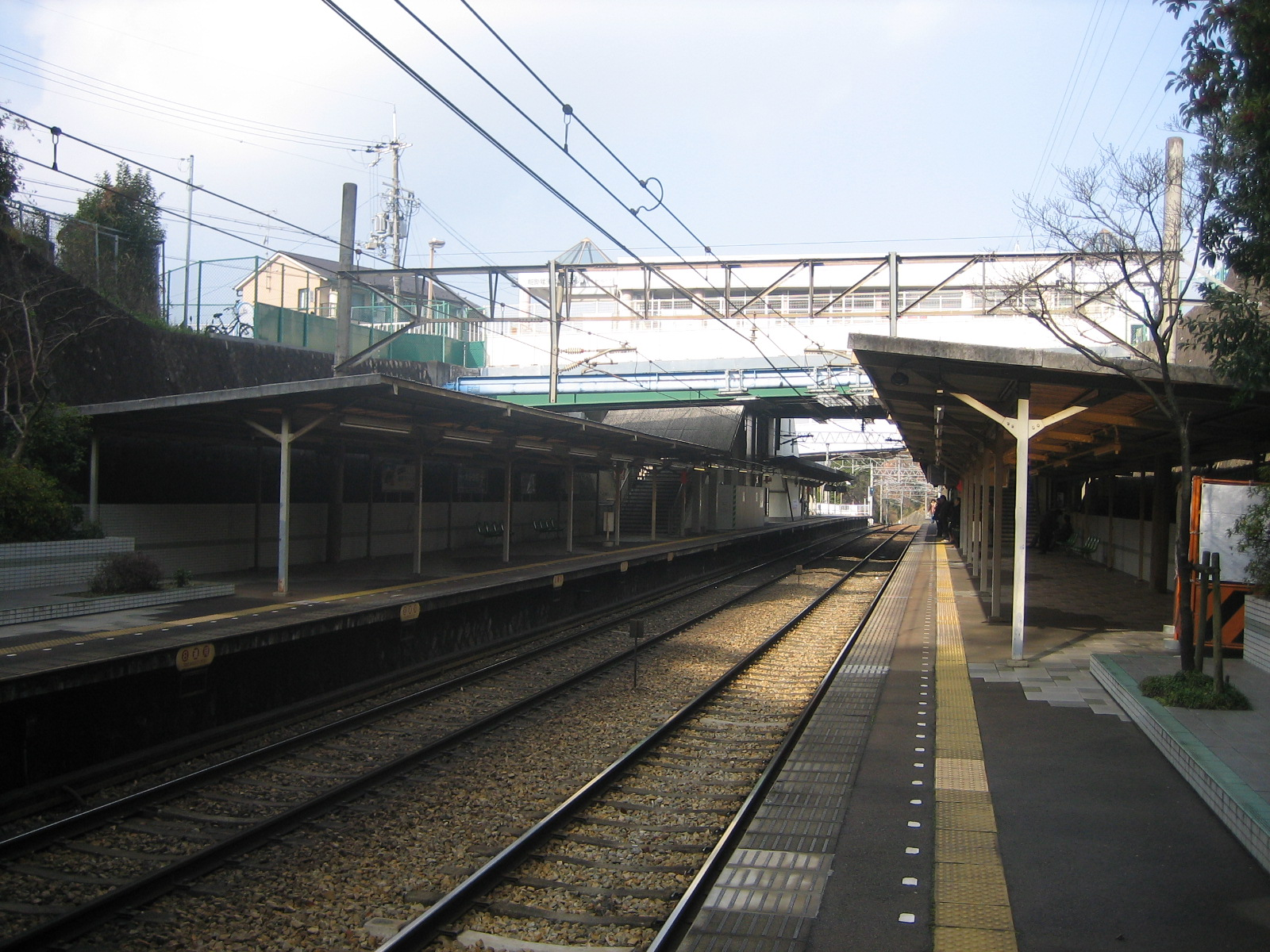
月台(2009年12月)

畦野站（日语：／ Uneno eki */?）是位於兵庫縣川西市東畦野，屬於能勢電鐵的妙見線車站，車站編號為NS09。

## 歷史
- 1923年（大正12年）11月3日 車站啟用[1][2]。
- 1974年（昭和49年）5月19日 車站遷移至現地[1][2][3]。

車站名稱取自周邊的地名。在9世紀，於豬名川和能勢川合流附近設有由攝津国管理的牧場，該處被名為。在時代的演變下，「畝野」變成了「畦野」。

## 車站構造
車站是一座地面車站，設有2面2線的相對式月台。月台中段上方有行車天橋。
此站設有跨站式站房。車站東邊為高台，設有站前廣場和巴士總站。車站西北方設有樓梯連接車站出入口。
在2010年，車站無障礙化工程完成，此站增設升降機、多功能廁所、2段式扶手。月台從前設有上下兩方向的電梯，為能勢電鐵最無障礙化的車站。廁所位於閘口內。此站設有候車室。閘口外的東出口側設有咖啡店。
8卡編成的特急「日生特快」停靠此站。兩月台可容納8卡車廂。月台南端鄰接畦野隧道。此站包括日生特快，所有能勢電鐵營業列車均停靠此站。在2008年引入自動廣播系統。

## 車站周邊
- Coop神戶（日语：生活協同組合コープこうべ）　畦野
- 7-11　川西東畦野２丁目店
- 7-11　川西東畦野３丁目店
- 八劍伝　川西畦野店
- 日本郵便 川西北郵局（日语：川西北郵便局）
- 池田泉州銀行畦野分店（舊：池田店『●』）
- 兵庫縣道721號川西交匯處線（日语：兵庫県道721号川西インター線）

## 巴士路線
阪急巴士畦野駅巴士站（大和團地線）
- 大和自治會館前、大和東三丁目、大和団地（日语：阪急北ネオポリス）循環線
- 大和東一丁目、大和東四丁目、大和團地循環線
- 大和西一丁目、大和東四丁目、大和團地循環線
- 大和西二丁目、大和東三丁目、大和團地循環線
- 經大和西三丁目、山下站前、川西醫院（日语：市立川西病院） 前往平野
- 經大和西三丁目、山下站前 前往川西醫院（只限平日早上）

## 相鄰車站
能勢電鐵
 妙見線
■特急「日生特快」
平野（NS08）－畦野（NS09）－山下（NS10）
■普通
一之鳥居（NS08）－畦野（NS09）－山下（NS10）

## 注腳
1. 1 2 3 4 5 6 7 8 9 10  . 神戸新聞総合出版センター. 2012-12-10: 149. ISBN 9784343006745 （日语）.
2. 1 2 3  曾根悟（監修）. 朝日新聞出版分冊百科編集部（編集） , 编. . 週刊朝日百科. 14号 神戸電鉄・能勢電鉄・北条鉄道・北近畿タンゴ鉄道. 朝日新聞出版. 2011-06-19: 16–17 （日语）.
3. ↑   日本鐵道旅行地圖帳　9號　關西2　P51

## 外部連結
- 畦野站 （能勢電鐵） （页面存档备份，存于）（日語）